# Triết học Trung Quốc
Triết học Trung Quốc là những tư tưởng triết học ra đời và phát triển tại Trung Quốc.

## Thời cổ đại

### Nhà Hạ, Thương và Tây Chu
Theo các nhà sử học, nhà Hạ ra đời khoảng 2100 năm trước Công nguyên. Đây là nhà nước đầu tiên vào thời kỳ xã hội cổ đại ở Trung Hoa. Người Hạ đã biết chế tạo, sử dụng những công cụ, vũ khí bằng đồng và có dấu hiệu xuất hiện văn tự. Tín ngưỡng thờ linh vật phổ biến ở thời kỳ này.
Khoảng nữa đầu thế kỷ XVII trước Công nguyên, Thành Thang - người đứng đầu bộ tộc Thương đã lật đổ vua Kiệt nhà Hạ, lập nên nhà Thương đặt đô ở đất Bạc (thuộc tỉnh Hà Nam bây giờ). Đến thế kỷ XIV trước Công nguyên, Bàn Canh dời đô về đất Ân (thuộc huyện An Dương, Hà Nam ngày nay). Vì vậy nhà Thương còn gọi là nhà Ân. Vào thời nhà Thương, trình độ sản xuất còn thấp, công cụ sản xuất còn thô sơ (đồ sắt chưa phổ biến). Về văn hoá đã phát minh ra chữ viết, đã quan sát được sự vận hành của Mặt Trăng, các vì sao, tính chu kỳ lên xuống của nước sông, làm ra âm lịch, lịch mùa dựa trên "can" và "chi". Về tư tưởng, con người ở thời nhà Thương đã bước vào giai đoạn thờ tổ tiên thay cho tín ngưỡng Tô tem giáo. Con người đã nhận thức được tính quy luật của một số hiện tượng tự nhiên từ đó sau này sẽ phát triển thành các quan điểm triết học.
Khoảng thế kỷ XI trước Công nguyên, Chu Vũ Vương – con trai Chu Văn Vương đã diệt vua Trụ nhà Thương, lập nên nhà Chu, đóng đô ở Thiểm Tây ngày nay, phía tây nước Chu, gọi là Tây Chu, đưa chế độ nô lệ ở Trung Hoa lên đỉnh cao. Nhà Chu thực hiện chế độ quốc hữu về tư liệu sản xuất (ruộng đất) và sức lao động. Về nguyên tắc, ruộng đất và mọi thành viên đều thuộc quyền quản lý của vua nhà Chu. Trong xã hội có sự phân chia thành hai hạng người, đó là quân tử (quý tộc) và tiểu nhân (thường dân). Đã xuất hiện sự phân công lao động và hình thành các giai cấp nhưng chưa triệt để. Về tư tưởng có sự gắn chặt giữa thần quyền và thế quyền.

### Thời Xuân Thu - Chiến Quốc
Thời Xuân Thu từ khoảng năm 770 đến năm 475 trước Công nguyên. Đây là thời kỳ chuyển biến từ chế độ chiếm hữu nô lệ sang chế độ phong kiến, còn gọi là thời Đông Chu, do Chu Bình Vương dời đô về phía Đông tại Lạc Dương (Hà Nam ngày nay). Thời Chiến Quốc từ năm 475 đến năm 221 trước Công nguyên.
Trong thời kỳ này đồ sắt phát triển khá phổ biến, kỹ thuật canh tác phát triển. Nền sản xuất nông nghiệp và tiểu thủ công nghiệp phát triển mạnh mẽ. Sự phân công lao động và chuyên môn hoá sản xuất ngày càng cao. Sự phát triển của lực lượng sản xuất, của kinh tế đã có tác động mạnh đến hình thức sở hữu ruộng đất, kết cấu và địa vị kinh tế của các giai tầng trong xã hội. Thời Xuân Thu, mệnh lệnh của Thiên tử nhà Chu không còn được tuân thủ, trật tự lễ nghĩa, kỷ cương xã hội bị đảo lộn, đạo đức suy đồi. Sự tranh giành địa vị xã hội của các thế lực cát cứ đã đẩy xã hội Trung Hoa cổ đại vào tình trạng chiến tranh khốc liệt liên miên. Đây chính là thời kỳ lịch sử mà chế độ thị tộc nhà Chu tan rã, hình thành xã hội phong kiến; nhà nước quý tộc cha truyền con nối bị thay thế bởi nhà nước phong kiến với sự nổi lên của kẻ sĩ, lực lượng sản xuất được giải phóng mở đường cho xã hội phát triển. Sự biến chuyển sôi động đó của thời đại làm xuất hiện những tụ điểm, những trung tâm là nơi các kẻ sĩ tụ tập để tranh luận về trật tự xã hội cũ và đề ra những hình mẫu của một xã hội tương lai. Lịch sử gọi thời kỳ này là thời kỳ "Bách gia chư tử", "Bách gia tranh minh". Chính trong quá trình ấy đã sản sinh các tư tưởng lớn và hình thành nên các trường phái triết học khá hoàn chỉnh.
Đây là thời kỳ triết học Trung Hoa phát triển mạnh nhất, tạo ra những triết thuyết làm nền tảng cho toàn bộ nền triết học này. Sự phát triển của triết học Trung Hoa ở các thời kỳ sau là sự phát triển những học thuyết triết học được sinh ra ở thời kỳ này. Nền triết học nhấn mạnh tinh thần nhân văn. Trong tư tưởng triết học Trung Hoa cổ, trung đại, tư tưởng triết học liên quan đến con người như triết học nhân sinh, triết học đạo đức, triết học chính trị, triết học lịch sử... phát triển còn triết học tự nhiên có phần mờ nhạt. Các triết gia Trung Hoa đều tập trung vào lĩnh vực luân lý đạo đức, xem việc thực hành đạo đức như là hoạt động thực tiễn căn bản nhất của một đời người, đặt lên vị trí thứ nhất của sinh hoạt xã hội. Triết học nhấn mạnh sự hài hoà, thống nhất giữa tự nhiên và xã hội, giữa các giai cấp và các cá nhân trong xã hội; sự hài hoà, thống nhất giữa các mặt đối lập; coi trọng tính đồng nhất của các mối liên hệ tương hỗ của các khái niệm, coi việc điều hoà các mâu thuẫn là mục tiêu cuối cùng để giải quyết các vấn đề.
Đặc điểm nổi bật của phương thức tư duy triết học cổ, trung đại Trung Hoa là nhận thức trực giác, tức là có trong sự cảm nhận hay thể nghiệm. Cảm nhận tức là đặt mình giữa đối tượng, tiến hành giao tiếp lý trí, ta và vật ăn khớp, khơi vậy linh cảm, quán xuyến nhiều chiều trong chốc lát, từ đó mà nắm bản thể trừu tượng. Phương thức tư duy trực giác đặc biệt coi trọng tác dụng của cái tâm, coi tâm là gốc rễ của nhận thức, "lấy tâm để bao quát vật". Triết học Trung Quốc cũng rất chú trọng đến vấn đề bản tính con người. Từ quan điểm về bản tính con người, các triết gia đi đến các phương pháp cai trị xã hội khác nhau.